# Pásztor Bálint
Pásztor Bálint (Szabadka, 1979. január 3. –) vajdasági magyar jogász, a jogtudományok doktora, rendkívüli egyetemi tanár, a Vajdasági Magyar Szövetség (VMSZ) elnöke, köztársasági parlamenti képviselő, a VMSZ szerbiai parlamenti frakcióvezetője.[forrás?]

## Tanulmányai
Az általános iskolát és a gimnáziumot szülővárosában végezte, egyetemi oklevelet 2002 februárjában a Belgrádi Egyetem Jogtudományi Karán szerzett. 2011 októberében ugyanezen a karon mesterfokozatot szerzett, alkotmányjog tudományos szakterületen. 2018. szeptember 29-én, a Belgrádi Egyetem Jogtudományi Karán, megvédte A parlament törvényhozási funkciójának korlátai a modern államban című értekezését, amivel elnyerte a jogtudományok doktora tudományos fokozatot.

## Pályafutása
- 2002 áprilisától a szabadkai székhelyű Pannon Invest Consortium Tanácsadó Kft. jogi tanácsadója, 2004 januárja és 2007 februárja között a cég igazgatója.
- 2002. október 19. és 2010. június 30. között a Magyar Nemzeti Tanács tagja. 2002. december 6. és 2009. december 11. között az MNT Intéző Bizottságának elnöke.
- 2000. szeptember 13. óta a Vajdasági Magyar Szövetség tagja. A 2000. évi választások során a Szerbiai Demokratikus Ellenzék (DOS) belgrádi központi kampánystábjában a VMSZ képviselője. 2007 májusától a párt Elnökségének tagja, 2019 májusától a VMSZ alelnöke, 2023. október 31-től 2024. március 2-ig a párt megbízott elnöke. 2024. március 2-tól a Vajdasági Magyar Szövetség elnöke.
- 2007. február 14-től köztársasági parlamenti képviselő, a Kisebbségi frakció vezetője, a Parlament Külügyi Bizottságának, valamint Jogalkotási Bizottságának tagja.
- 2008. június 11-től, második mandátumban köztársasági parlamenti képviselő, a Kisebbségi frakció vezetője, a Parlament Külügyi Bizottságának, valamint Pénzügyi Bizottságának tagja.
- 2012. május 31-től, harmadik mandátumban köztársasági parlamenti képviselő, a több mint tíz év után újra megalakuló önálló VMSZ frakció vezetője, a Parlament Alkotmányügyi és Jogalkotási Bizottságának tagja.
- 2014. április 16-tól, negyedik mandátumban köztársasági parlamenti képviselő, a VMSZ frakcióvezetője, a Parlament Alkotmányügyi és Jogalkotási Bizottságának, valamint Igazságügyi, Közigazgatási és Helyi Önkormányzati Bizottságának tagja, a Spanyol Baráti Tagozat elnöke.
- 2016. június 3-tól, ötödik mandátumban köztársasági parlamenti képviselő, a Vajdasági Magyar Szövetség - Demokratikus Cselekvés Pártja képviselőcsoport, majd a VMSZ frakcióvezetője, a Parlament Alkotmányügyi és Jogalkotási Bizottságának, valamint Igazságügyi, Közigazgatási és Helyi Önkormányzati Bizottságának tagja, a Spanyol Baráti Tagozat elnöke.
- 2020. augusztus 3-tól, hatodik mandátumban köztársasági parlamenti képviselő, a VMSZ frakcióvezetője, a Parlament Alkotmányügyi és Jogalkotási Bizottságának tagja, a Spanyol Baráti Tagozat elnöke.
- 2022. augusztus 1-től, hetedik mandátumban köztársasági parlamenti képviselő, a VMSZ frakcióvezetője, a Parlament Igazságügyi, Közigazgatási és Helyi Önkormányzati Bizottságának tagja, a Spanyol Baráti Tagozat elnöke.
- 2024. február 6-tól, nyolcadik mandátumban köztársasági parlamenti képviselő, a VMSZ frakcióvezetője, a Parlament Igazságügyi, Közigazgatási és Helyi Önkormányzati Bizottságának tagja, a Spanyol Baráti Tagozat elnöke.
- 2020. augusztus 21-től 2024. július 10-ig Szabadka Város Képviselő-testületének elnöke és a Szabadkai Zsinagóga Alapítvány Igazgatóbizottságának elnöke.
- 2014 szeptemberétől 2018 októberéig egyetemi tanársegéd az újvidéki Gazdasági Akadémia Univerzitás Gazdasági és Igazságügyi Jogi Karán (tantárgyak: Alkotmányjog; Bevezetés a jogba).
- 2018 novemberétől 2023 októberéig egyetemi docens, közjogi, valamint jogelméleti tudományterületen, az újvidéki Gazdasági Akadémia Univerzitás Gazdasági és Igazságügyi Jogi Karán (Alkotmányjog, Bevezetés a jogba, Parlamenti jog).
- 2023 októberétől rendkívüli egyetemi tanár közjogi, valamint jogelméleti tudományterületen, az újvidéki Gazdasági Akadémia Univerzitás Gazdasági és Igazságügyi Jogi Karán (Alkotmányjog, Bevezetés a jogba, Parlamenti jog).
- 2019 márciusától a Magyar Tudományos Akadémia köztestülete külső tagja.[forrás?]
- 2021 áprilisától 2024 júniusáig az Újvidéki Egyetem Tanácsának tagja.[forrás?]